# Llista de partits polítics de Guinea Bissau
Aquest article és una llista de partits polítics de Guinea Bissau. Guinea-Bissau té un sistema multipartidista amb nombrosos partits polítics, dels quals sovint cap té l'oportunitat d'obtenir el poder sol energia només, i generalment parts han de treballar els uns amb els altres per formar governs de coalició.

## Partits
- Partit Africà per la Independència de Guinea i Cap Verd  (Partido Africano da Independência de Guiné e Cabo Verde)
- Partit de Renovació Social (Partido para a Renovação Social)
- Partit Unit Social Democràtic (Partido Unido Social Democrático)
- Plataforma Unida (Plataforma Unida)
- Lliga Guineana per la Protecció Ecològica (Liga Guineense para Proteccao Ecologica)
- Unió Electoral (União Eleitoral)
- Partit Democràtic Socialista (Partido Democrático Socialista)
- Unió pel Canvi (União para a Mudança)
- Resistència de Guinea Bissau-Moviment Bafatá (Resistência da Guiné-Bissau-Movimento Bafatá)
- Partit d'Unitat Nacional (Partido da Unidade Nacional)
- Aliança Popular Unida (Aliança Popular Unida)
- Unió Nacional per la Democràcia i el Progrés (União Nacional para a Democracia e o Progresso)
- Partit dels Treballadors (Partido dos Trabalhadores)
- Partit del Manifest del Poble (Partido do Manifesto do Povo)
- Partit Socialista de Guinea Bissau (Partido Socialista da Guiné-Bissau)
- Moviment Democràtic Guineà (Movimento Democrático Guineense)
- Fòrum Cívic Guineà-Socialdemocràcia (Fórum Cívico Guineense-Social Democracia)
- Partit Popular Guineà (Partido Popular Guineense)